# Sigismondo De Magistris
Sigismondo De Magistris (Como, 1490 circa – dopo 1548) è stato un pittore italiano.

## Biografia
Il pittore è conosciuto per una serie di lavori firmati e datati in cui si dichiara “de Como”. 
Figlio di Giovanni Andrea De Magistris e nipote di Gian Antonio detto Gentilino, non si conoscono le sue date di nascita e di morte. Sia il padre che lo zio furono pittori; Sigismondo si formò nella bottega paterna, ma è verosimile che finì il suo apprendistato presso un altro pittore, forse Alvise De Donati, valido pittore autore nel 1513 della Madonna col Bambino tra i Santi Bernardo e Defendente conservata a Sondrio nel Museo Valtellinese di Storia e Arte, fratello dei rinomati intagliatori Giovanni Pietro e Giovanni Ambrogio De Donati.
Nei primi anni '30 collabora con Ambrogio Arcimboldi, mentre dal 1534 si trasferirà in zona lariana.
L'8 giugno 1534 infatti De Magistris acquistò in parrocchia di S. Donnino a Como una casa appartenuta ad Alvise De Donati .
La morte dell'artista si colloca dopo il 1548.

## Opere
Le opere che ci sono giunte e che sono state certamente eseguite dall'artista datano dal 1515 al 1541 e sono costituite prevalentemente da affreschi situati nel territorio della diocesi di Como. Il suo catalogo si apre nel 1515 con le Storie della Vergine, Santi e Profeti della chiesa di Santa Maria del Carmine a Montagna in Valtellina; il ciclo è firmato e datato.
In Valtellina troviamo le Storie del Battista nella chiesa di San Giovanni di Bioggio a Mello, dipinte nel 1522.
Le opere conosciute successive si trovano tutte lungo le sponde del Lario. Nel 1526 firma il ciclo nella chiesa di San Miro sopra Sorico..Gli affreschi nell'abside della chiesa di Santa Croce a Naro, sopra Gravedona, sono datati 1529. Anche il padre, Giovanni Andrea partecipa all'esecuzione di queste decorazioni, firmandosi. 
L'attività dell'artista in età più matura è costituita dal Battesimo di Cristo nell'oratorio della famiglia Serpotti a Varenna e da un affresco, giunto frammentario, del 1541 in Santa Maria a Rezzonico. A quest'epoca appartiene anche l'importante decorazione firmata, con Episodi della vita di Maria, sulla parete sinistra della chiesa di San Pietro in Garzeno, in valle Albano. Nella stessa valle, anche la parrocchiale di Germasino ospita un'opera di Sigismondo: una Madonna col Bambino e i santi Donati e Clemente, collocata in una lunetta che sormonta il portale d'ingresso.
In lui convivono rimandi alla cultura milanese del tardo Quattrocento, cioè ad artisti come Montorfano, Leonardo e Zenale, probabilmente recepiti attraverso il De Donati; inoltre utilizza ampiamente le stampe düreriane, per esempio, nel caso del ciclo di Montagna in Valtellina usa le xilografia della Vita della Vergine del 1511. Tra le ultime opere è il ciclo di San Pietro a Garzeno con Storie dell'infanzia di Cristo, Apostoli e Santi, in cui si assesta su moduli luineschi e gaudenziani.